# Puffinus huttoni
O bobo de Hutton ou pardela de Hutton (Puffinus huttoni) é uma espécie de ave marinha da família Procellariidae.
Pode ser encontrada nos seguintes países: Austrália e Nova Zelândia.
Os seus habitats naturais são: matagal de clima temperado, campos de gramíneas de clima temperado e mar aberto.
Está ameaçada por perda de habitat.